# Enriqueta de Landaeta
Enriqueta de Landaeta fue una profesora, maestra, sufragista activa y proponente de la educación para las mujeres venezolana. 

## Carrera
Desde 1936 hasta 1938 fue directora de la Escuela Federal Jesús María Sifontes en Guaicaipuro, Venezuela, la primera escuela que permitió la asistencia de chicas, abierta en 1917. En 1947, residía en Caracas enseñando historia mundial, geografía e historia americana, donde continuó enseñando, al menos hasta 1955. En 1959, con la fundación del Liceo Santiago Key Ayala, Landaeta se convirtió en directora asistente. La escuela, ubicada en Caracas, fue una de las primeras instituciones en brindar bachillerato en ciencias para mujeres. En 1947, asistió al Primer Congreso Interamericano de Mujeres, conferencia femenina respaldada por Women's International League for Peace and Freedom (WILPF) para promover el diálogo femenino sobre temas mundiales y reconocer los derechos civiles de las mujeres.